# Erwin Piscator
Erwin Piscator, celým jménem Erwin Friedrich Maximilian Piscator (* 17. prosince 1893 Greifenstein poblíž Ulmu – 30. března 1966 Starnberg) byl německý divadelní herec, režisér a producent, představitel dokumentárního, politického a epického divadla.

## Život
Pocházel z tradiční kalvinistické rodiny a předpokládalo se, že nastoupí komerční kariéru v rodinné firmě. Vystudoval gymnázium v Marburgu a rozhodl se, že bude hercem. Studoval na divadelní škole v Mnichově a hrál jako dobrovolník v Královském dvorním divadle. Současně navštěvoval na tamní univerzitě přednášky historie umění, filozofie a germanistiky.
V lednu 1915 byl ze studia na univerzitě v Mnichově povolán do armády. Byl přidělen k pěchotě a po několika měsících na frontě v yperském oblouku utrpěl těžké zranění. V roce 1917 nastoupil do nově vznikajícího Frontového divadla určeného pro pobavení vojáků. Válečná zkušenost formovala Piscatorovo pacifistické a socialistické přesvědčení.
Po válce odešel do Berlína, kde se seznámil s řadou umělců, především dadaistů, jejichž tvorba obsahovala politický, často levicový, přesah. Po listopadové revoluci vstoupil do komunistické strany (KPD). Již roku 1919 otevřel v Königsbergu vlastní divadlo s názvem Tribunal, po roce bylo ovšem uzavřeno kvůli nevolím v měšťanských a studentských kruzích. Piscator se zde seznámil s mladou herečkou Hildegard Jurczyk a v říjnu 1919 se vzali. Jejich manželství skončilo po vzájemné dohodě v roce 1930.

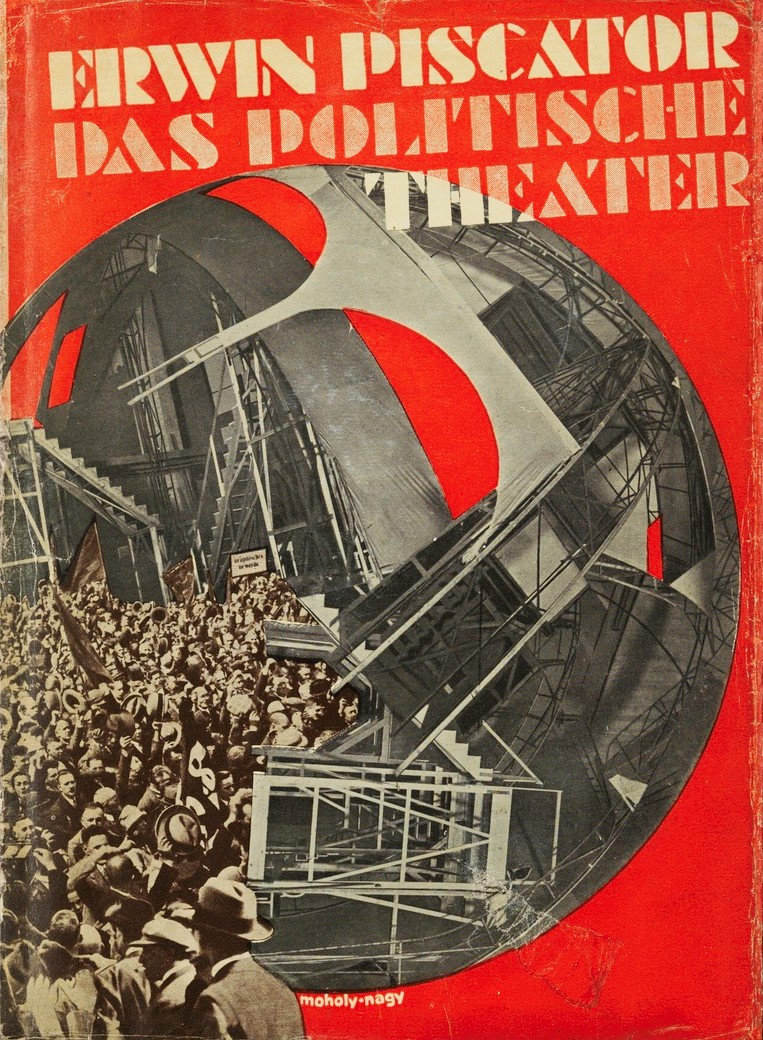
Erwin Piscator: Politické divadlo (1929)

Po návratu do Berlína založil v roce 1920 Proletářské divadlo (Proletarisches Theater) jako propagační scénu revolučních dělníků a komunistických myšlenek. V průběhu 20. let dále působil v berlínských scénách Divadla Central (Central Theater), Lidovém divadle (Volksbühne) a v roce 1927 založil vlastní Piscatorovo divadlo (Piscator-Bühne). Právě zde realizoval Piscator své nejslavnější režie, mezi něž patří mj. Ernsta Tollera hra Hopla, žijeme!, přepracovaný Rasputin Alexeje Tolského nebo také Haškův román Osudy dobrého vojáka Švejka. Značnou pozornost vzbudila jeho inscenace Schillerových Loupežníků s dobově aktualizovaným textem ve Státním divadle v roce 1926. Piscatorovy odvážné adaptace a jeho jevištně-technické prostředky byly určeny k naplnění jeho představy politického a epického divadla. V roce 1929 publikoval svou programovou knihu Politické divadlo, v níž rozvinul své pojetí divadla jako rozhodujícího prostředku pro aktivizaci diváka a formování jeho společenského uvědomění.
Vzhledem k mimořádně složitým a nákladným inscenacím se jeho divadlo dostávalo do finančních problémů, které vedly k vyhlášení bankrotu. Po nucené pauze bylo divadlo Piscator–Bühne v následujících letech znovuotevřeno ještě dvakrát, avšak v podmínkách hospodářské krize byly snahy o konsolidaci neúspěšné. Kritiku reakčního tisku a přívrženců nastupujícího nacismu vyvolaly jeho inscenace Kupec benátský v úpravě Waltera Mehringa (1929) a Tai Yang se probouzí od Friedricha Wolfa (1931).

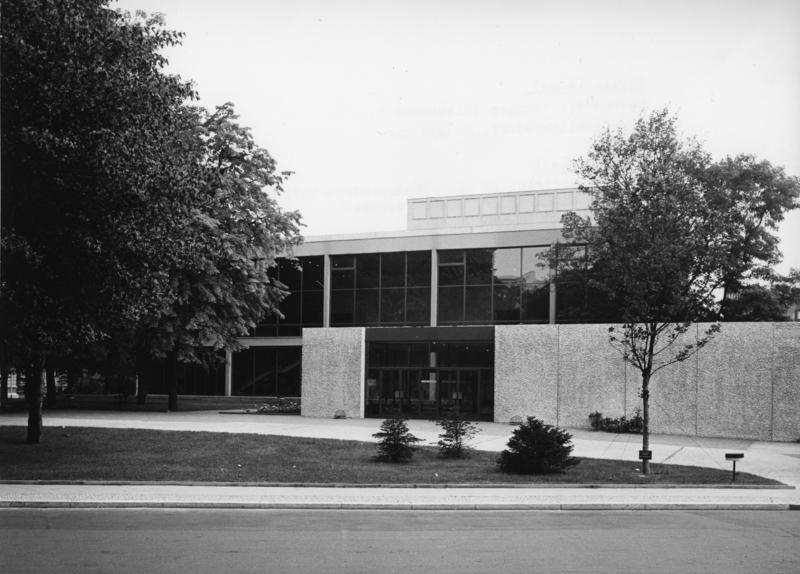
divadlo Freien Volksbühne v Berlíně

V roce 1931 byl Piscator pozván do Sovětského svazu, aby natočil celovečerní film podle novely Anny Seghersové Vzpoura rybářů ve Svaté Barbaře. Působil tam také jako předseda Mezinárodního revolučního divadelního svazu až do roku 1936. V této funkci na jaře 1934 navštívil i Prahu a setkal se s E.F.Burianem. Stupňující se represe stalinského kultu osobnosti ho přiměly Sovětský Svaz opustit. V roce 1936 se trvale usadil v Paříži se svou druhou ženou, tanečnicí Marií Leyovou, která na Sorbonně psala disertaci o Victoru Hugovi. Ve Francii Piscator v roce 1938 vytvořil jevištní adaptaci historického románu Lva Nikolajeviče Tolstého Vojna a mír.
V době druhé světové války žil v americkém exilu. V letech 1940 až 1951 byl ředitelem herecké školy Dramatic Workshop v New Yorku. Z obavy před předvoláním před Výbor pro neamerickou činnost kvůli svému komunistickému smýšlení se roku 1951 vrátil do Západního Německa, kde zpočátku působil jako hostující režisér v různých divadlech. V roce 1955 byla s úspěchem uvedena v Západním Berlíně jeho úprava románu Vojna a mír. V roce 1958 mu byl u příležitosti 65. narozenin udělen Velký kříž za zásluhy. V roce 1962 se stal uměleckým ředitelem divadla Freie Volksbühne a znovu se vrátil k ostře angažovanému politickému dramatu: německému publiku chce znovu důrazně připomenout jeho odpovědnost za nacismus a za hrůzy druhé světové války. Uvedl světovou premiéru Hochhuthova Náměstka (1963), Kipphardtova Oppenheimera (1964) či Přelíčení Petera Weisse (1965).
Erwin Piscator zemřel 30. března 1966 po operaci žlučníku ve Starnbergu. Jeho hrob se nachází na Lesním hřbitově Zehlendorf v Berlíně.

## Tvorba
Jeho obohacení divadelního umění nespočívá pouze v jeho politicky zaměřené tvorbě, ale též v novém a inovačním pojetí technických režijních postupů a experimenty s řadou efektů (projekce filmů, titulky, nápisy, běžící pásy, na kterých se přivážely a odvážely dekorace atd.). Kritika Piscatorovi vyčítala, že není „herecký režisér“ a že své herce „znásilňuje technikou“. Piscator tuto výčitku vyvracel. Problém viděl především v tom, že herci nejsou na divadle zvyklí pohybovat se mezi složitou scénou a na přesné nástupy, k nimž je nutí film.
Důležitým prvkem divadla pro něj byla motivace diváků k politické aktivitě. Zastával názor, že umění by mělo být výhradně prostředkem politického boje. Jeho na zakázku zinscenované politické revue Rudý povyk a Navzdory všemu pro KPD se tomuto cíli značně přiblížily. Očití svědkové vypráví o masovém návalu proletářského publika, které se s nadšením nechalo strhnout, povzbuzovalo herce a po představení zazpívalo Internacionálu.
Počínaje představením Navzdory všemu (Trotz alledem) z roku 1925 rozvíjel koncept dokumentárního divadla, neboli montáže filmu a divadelních výjevů s použitím autentických řečí, článků, novinových výstřižků, provolání, letáků a fotografií.
Výběr děl pro uvedení na jeviště procházel jeho dramaturgickou dílnou, která adaptovala různé literární předlohy na dramatickou montáž s žádoucím politickým vyzněním. Současně přesně popisovala inscenační postupy. Pracovali v ní Bertolt Brecht, Felix Gasbarra, Leo Lania a jiní.

## Totální divadlo
Podle návrhu ředitele Bauhausu Waltera Gropia chtěl Piscator na konci 20. let vytvořit tzv. Totální divadlo (Totaltheatr). Jednalo se o variabilní divadelní prostor, který by se přizpůsoboval podle inscenačních potřeb a záměrů režiséra. Hlediště mělo být tvořeno kombinovanými točnami, Gropius prohlašoval, že chce umístit diváky do středu akce a donutit je, aby se podíleli na zážitku hry. Z důvodu finanční náročnosti i politických změn v Německu 30. let nebyl projekt nikdy realizován.